# Dansk Amatør Teater Samvirke
Dansk Amatør Teater og Scenekunst (forkortet DATS) er en dansk landsforening, der beskæftiger sig med alle former for teater og drama – dvs. skuespil, kabaretter, musikteater, friluftsspil osv. Foreningen optager både enkelpersoner, teatergrupper og foreninger. Foreningen hed fra stiftelsen 1948 og frem til 2018 Dansk Amatør Teater Samvirke, og den omtales også som Landsforeningen for dramatisk virksomhed.

## Historie
Op gennem 1920'erne arbejdede Just Thorning for dansk amatørteater. I midten af 1940'erne indledtes et samarbejde med Træningsskolen på Amager, der var en skole for unge med sociale problemer. Her lavede Just Thorning teater med de unge. Hans arbejde vakte interesse landet over.
I 1948 opstod idéen om at skabe et kontaktorgan for danske amatørteatre. DATS blev stiftet 14. november 1948 i Kolding. Foreningens første formand blev Ejlert Hagelsø, mens Arne Aabenhus blev sekretær. Aabenhus stod de næste 30 år for at etablere organisationen, først som sekretær, siden som forretningsfører frem til 1978.
Samvirket havde fra 1969 sit kontor i Ladegårdskov gamle skole lige uden for Gråsten, men flyttede 1995 ind til Gråsten og 2011 til Rødekro. 2018 flyttede man til et midlertidigt sekretariat i Smidstrup ved Fredericia hos den daværende sekretariatsleder, men fik 2019 igen eget kontor, nu i Odense.
DATS var stifter og ejer af forlaget DRAMA, som lukkede 2017.
DATS har været medstifter af 1952 International Amateur Theatre Association (AITA/IATA), 1967 Nordisk Amatørteaterråd (NAR), 1974 Samrådet for amatørkor, -orkestre og -teatre (i dag AKKS, Amatørernes Kunst & Kultur Samråd) og 1998 North European Amateur Theatre Alliance (NEATA).
Landsformænd:
1948-1951 Ejlert Hagelsø; 1951-1957 H. Skjerk; 1957-1960 Ejlert Hagelsø; 1960-1964 J. K. Kristensen; 1964-1967 Sv. Møller Nicolaisen; 1967-1969 Trine Nielsen; 1969-1987 Bruno Gaston; 1987-1995 Thomas Hauger; 1995-2003 Villy Dall; 2003-2013 Lisbet Lautrup Knudsen; 2013-2015 Anders Hind; 2015-21 Pia Bredow; 2021-? Ege Juul Nielsen
Ledere af landssekretariatet:
(1948-1967 landssekretær, 1967-1994 forretningsfører, 1994-2015 generalsekretær, 2015-18 sekretariatsleder; fra 2018 generalsekretær)
1948-1978 Arne Aabenhus; 1978-1994 Asger Hulgaard; 1994-1996 Flemming Rasmussen; 1996-2006 Thomas Hauger; 2006-2015 Kristian Hald Jensen; 2015-17 Liselotte Lunding; 2017-18 Kim von Bülow; 2018 Thomas Bødker Wilckens; 2018-? Pia Longet